# De ordine palatii
Il De ordine palatii (traducibile in L'organizzazione del palazzo) è un trattato in latino scritto nell'882 da Incmaro, arcivescovo di Reims e influente consigliere di Carlo il Calvo, durante l'ascesa al trono del regno dei Franchi Occidentali del re Carlomanno II. Il libro descrive i doveri del re e l'organizzazione politica e amministrativa nell'impero carolingio nei primi anni del IX secolo, al tempo di Carlo Magno e Ludovico il Pio.

## Il trattato
Incmaro indica di essere stato ispirato da un trattato con lo stesso nome scritto dall'abate Adelardo di Corbie († 826), maestro di palazzo e cugino dell'Imperatore Carlo Magno e tutore e poi consigliere di Carlomanno/Pipino, re d'Italia; questo documento non è giunto sino a noi.
Il trattato, scritto «per istruire il re e per la restaurazione della pace nella chiesa e nel regno», rientra nel genere medievale dello speculum principis, scritto da un consigliere per un sovrano, composto da consigli e precetti morali intesi a mostrare al sovrano la strada da seguire per regnare secondo la volontà di Dio. Incmaro aveva già composto nell'873 un testo della stessa natura, il De regis persona et regio ministerio. A ciò si aggiunge una descrizione del palazzo e delle istituzioni carolingie. Nel testo i funzionari di palazzo sono denominati ministri, vocabolo che fino ad allora era usata per indicare i servitori.
Il testo è organizzato in due parti: il primo riguarda le rispettive responsabilità dei vescovi e del re e il rapporto tra potere secolare e Chiesa; il secondo è dedicato al governo del regno e della corte. Incmaro lo presenta teoricamente (capitoli 4 e 5), quindi si avvicina alla gestione del regno in pratica.
Incmaro scrisse il De ordine palatii in età avanzata, dopo il 5 agosto 882, data della morte del re Luigi III, e poco prima della sua morte, il 21 dicembre 882. Fu in grado di «distorcere le istituzioni di un passato già lontano» ed è «un documento che deve essere usato con precauzione».

## Manoscritti ed edizioni
Nessun manoscritto medievale di De ordine palatii è conservato nel XXI secolo. Un'edizione stampata fu pubblicata nel 1602 a Magonza dal gesuita olandese Jean Buys (Johannes Busaeus in latino) nel suo Hincmari Rhemensis archiepiscopi, ante annos L. supra DCC. in Galliis celeberrimi Epistolae da un manoscritto del X secolo conservato nella cattedrale di Spira in Germania;  questo manoscritto venne distrutto il 31 maggio 1689  durante un incendio che distrusse cattedrale. L'edizione di Buys fu ripubblicata più volte fino alla fine del XIX secolo e l'edizione di Maurice Prou pubblicata nel 1885 si basa su questo.

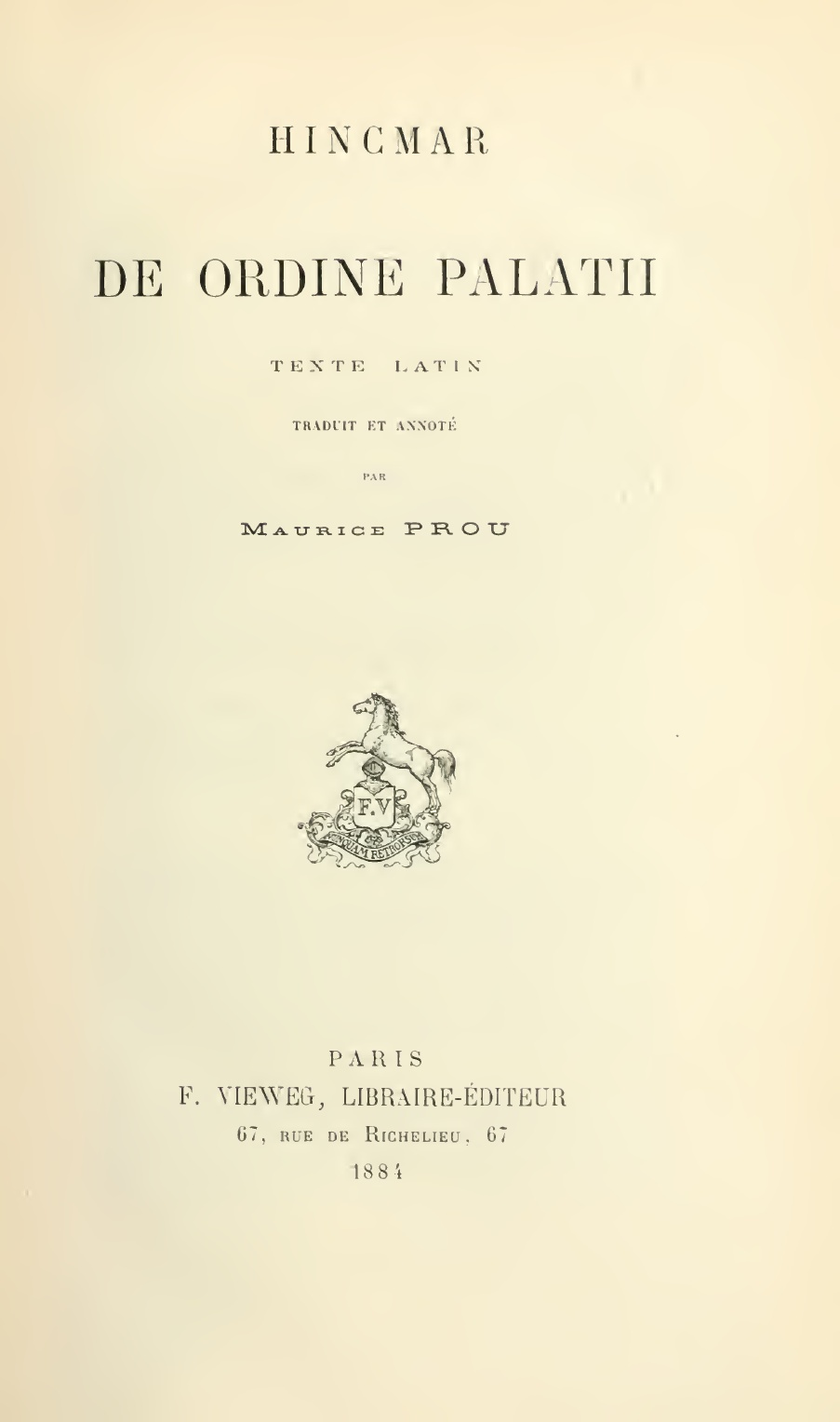
Frontespizio dell'edizione di Maurice Prou

Nel 1930 Karl Christ identificò nella biblioteca dell'Università di Basilea una copia della seconda metà del XVI secolo del De ordine palatii in una raccolta di testi di Incmaro di Reims appartenuta allo storico dell'arte, studioso e collezionista di Basilea Remigius Fesch; l'edizione pubblicata da Thomas Gross e Rudolf Schieffer si basa su questo manoscritto.

### Edizioni
- De ordine palatii Epistola, Edizione di Maurice Prou, Paris, F. Vieweg (collection: Bibliothèque de l'École des hautes études. Sciences philologiques et historiques ; 58), 1884, XLI-98 p.; testo latino e traduzione in francese sul sito di Philippe Remacle.
- De ordine palatii. Hinkmar von Reims ; herausgegeben und übersetzt von Thomas Gross und Rudolf Schieffer, Hanovre, Hahn, 1980 (collection: Monumenta Germaniae historica. Fontes juris Germanici antiqui), 119 p. ISBN 3-7752-5127-8 ; testo latino e traduzione in tedesco.

### Studi
- Louis Halphen, "Le De Ordine Palatii d'Hincmar", in Revue Historique, tomo 183, fasc. 1, 1938, pag. 1-9 Anteprima online.
- (DE)  Jakob Schmidt, Hinkmars De ordine palatii e seine Quellen, tesi, università di Francoforte, 1962.
- (DE)  Carl Richard Brühl, "Hinkmariana I. Hinkmar und die Verfasserschaft des Traktats De ordine palatii ", in Deutsches Archiv für Erforschung des Mittelalters, n ° 29, 1964, p. 48-54.
- Jean Devisse, Hincmar, archevêque de Reims, 845-882, Ginevra, Droz, 1975-1976, 3 vol., tomo 3, p. 990-201.